# جاي ألين بي. موس
جاي ألين بي. موس (بالإنجليزية: J. Eliot B. Moss)‏ هو مهندس وعالم حاسوب أمريكي، ولد في 1954 في فرجينيا في الولايات المتحدة.